# Charles O. Cecil
Charles Oliver Cecil (* 13. Februar 1940 in Owensboro) ist ein US-amerikanischer Diplomat.

## Leben
Charles O. Cecil stammt aus einer alteingesessenen Familie aus Kentucky. Einer seiner Vorfahren mütterlicherseits war der Jurist und Politiker George Washington Triplett. Cecil studierte an der University of California, Berkeley, die er 1962 mit einem Bachelor of Arts abschloss, und an der Johns Hopkins University, an der er 1964 einen Master of Arts machte. Danach gehörte er der United States Air Force an.
Cecil trat 1966 in den Dienst des Außenministeriums der Vereinigten Staaten, für das er zunächst in Kuwait und Sansibar tätig war. Er wurde 1971 nach Beirut versetzt, wo er arabisch lernte. Danach wirkte er in Dschidda, bis er als für Saudi-Arabien zuständiger Büromitarbeiter nach Washington, D.C. zurückkehrte. Später war Cecil im Büro für politisch-militärische Angelegenheiten des Außenministeriums für die Themen Waffenverkauf und Sicherheitszusammenarbeit in Subsahara-Afrika zuständig. Im Rahmen eines Stipendiums arbeitete er für den Senator William Proxmire und den Abgeordneten Jim Leach.
Im Jahr 1980 wurde Charles O. Cecil stellvertretender Leiter der Botschaft der Vereinigten Staaten in Mali. Er wechselte 1983 nach Maskat in Oman als stellvertretender Leiter der dortigen US-Botschaft. Danach war er zwei Jahre lang als Direktor einer Arabisch-Schule des Foreign Service Institute in Tunis tätig. Cecil arbeitete anschließend für das Außenministerium in Washington, D.C. als Vizedirektor des Büros für Ökologie, Gesundheit und Umweltschutz sowie als Berater in Umweltfragen beim Büro für Ozeane und internationale Umwelt- und Wissenschaftsangelegenheiten. Er wirkte erneut als stellvertretender Leiter einer US-Botschaft, diesmal in Abidjan in der Elfenbeinküste. Von 1995 bis 1996 war er in Washington, D.C. als Vizedirektor für westafrikanische Angelegenheiten für die Beziehungen der USA zu den neun frankophonen Staaten Westafrikas zuständig. Charles O. Cecil wurde 1996 als Nachfolger von John Davison Botschafter der Vereinigten Staaten in Niamey in Niger. In diesem Amt wurde er 1999 von Barbro Owens-Kirkpatrick abgelöst. Cecil arbeitete zuletzt als Mitglied einer Bewerbungskommission, bevor er 2001 beim Außenministerium in den Ruhestand ging.
Er begann im Anschluss eine zweite Laufbahn als Berufsfotograf. Dabei spezialisierte er sich auf Kulturen der Dritten Welt und auf die islamische Kultur. Wegen eines krankheitsbedingten Ausfalls kehrte er von November 2006 bis Juli 2007 als Geschäftsträger der Botschaft der Vereinigten Staaten in Libyen vorübergehend in den diplomatischen Dienst zurück.